# لورنزو بوناونتورا
لورنزو بوناونتورا (به اسپانیایی: Lorenzo Buenaventura) (متولد سویا، اسپانیا) بدنساز حال حاضر منچسترسیتی است. او پیش از این به‌عنوان بدنساز کادیز حضور داشته است. بوناونتورا هم‌چنین سابقه حضور در وایادولید، اسپانیول، اتلتیکو مادرید، باشگاه فوتبال بارسلونا و آرژانتین حضور داشته است.